# Kartenschlägerin
Kartenschlägerinnen waren weibliche Fachkräfte, die auf das maschinelle Lochen von Jacquard- oder Schaftkarten spezialisiert waren. Die Bezeichnung für den von Frauen ausgeübten Beruf umfasste neben dem Schreiben von Lochkarten auch das Lesen bereits existierender Lochkartenmuster.
Bereits in der zweiten Hälfte des 19. Jahrhunderts konnte das professionelle „Schaft- und Jacquardkartenschlagen“ für Webereien erlernt werden. So wurde es beispielsweise ab 1874 an der Höheren Web- und Fabrikantenschule in Werdau in privat zu bezahlenden Tages- oder Abendkursen angeboten.